# Obús M102
El M102 es un obús remolcado ligero de 105 mm utilizado por el Ejército de los Estados Unidos en la Guerra de Vietnam, la Primera Guerra del Golfo y la Guerra de Irak.

## Descripción general
El obús M102 de 105 mm se utiliza en operaciones aéreas móviles (helicópteros), aviones de ataque e infantería ligera. El carro de armas es de aluminio soldado ligero, montado en un mecanismo de retroceso variable. El arma se carga y coloca manualmente, y puede ser remolcada por un camión de 2 toneladas o un vehículo de ruedas multipropósito de alta movilidad (HMMWV), puede ser transportada por helicópteros UH-60 Black Hawk o puede ser lanzada en paracaídas con unidades aerotransportadas. Cuando está emplazado, el alto volumen de fuego del obús compensa en gran medida el menor peso explosivo del proyectil en comparación con los obuses de 155 mm y 8 pulgadas del Ejército. Desde 1964, el Ejército adquirió 1.150 obuses remolcados M102. El arma está siendo reemplazada por el obús de 105 mm de la serie M119.

## Municiones[2]

#### 105mm HOW HE-TNT- Munición de 105 milímetros altamente explosiva de TNT
494 m/s hasta 11500 metros

#### 105mm HOW Practice
494 m/s hasta 11500 metros y presión del gas máximo 240 MPa

#### 105mm HOW SMK-WP
fósforo blanco para pantallas de humo cálidas
494 m/s hasta 11500 metros

#### 105mm HOW SMK-TTC
Tetraclorudo de titanio para pantallas de humo frías
494 m/S hasta 11500 metro

#### 105mm HOW Blank
usada solo para ceremonias y prácticas de tiro que solo genera sonido y un humo saliendo de la boca del cañón

## usuarios
- Estados Unidos
- Arabia Saudita
- Brasil
- El Salvador
- Filipinas
- Jordania
- Líbano
- Malasia
- Omán
- Tailandia
- Turquía
- 🇭🇳Honduras
- Uruguay